# 5年D組
有限会社5年D組（ごねんでいぐみ、商号は有限会社五年デイ組）は、テレビドラマを制作するプロダクションである。社名の由来は、創立メンバーが5人のディレクター（Director）だったことから。
2019年3月末日をもって事業を縮小し、公式サイトも閉鎖した。

## 主な制作・スタッフ派遣番組

### 設立時から1989年までの作品

#### 連続ドラマ
- 教師びんびん物語（フジテレビ，東宝、1988年4月期）

### 1990年代作品

#### 連続ドラマ
- ハイスクール大脱走（テレビ東京、1991年1月期）
- 芸者小春の華麗な冒険（テレビ朝日，東宝、1991年4月期）
- 社長になった若大将（TBS，東宝、1992年4 - 7月）
- 夏の嵐!（TBS、1992年8 - 9月）
- 柴門ふみセレクション（テレビ朝日，オフィスくじら、1992年10月期）
- 愛してるよ!（テレビ朝日，MMJ、1993年10月期）
- 湯けむり女子大生騒動（ABC朝日放送，MMJ、1994年2 - 3月）
- STATION（日本テレビ、1995年1月期）
- 君を想うより君に逢いたい（関西テレビ，イースト、1995年4月期）
- SALE!（ABC朝日放送，MMJ、1995年4月期）
- Change!（ABC朝日放送，松竹芸能、1995年7月期）
- 好きやねん（読売テレビ、1995年7月期）
- たたかうお嫁さま（日本テレビ、1995年10月期）
- オンリー・ユー〜愛されて〜（読売テレビ，イースト、1996年1月期）
- イグアナの娘（テレビ朝日，MMJ、1996.4月期）
- グッドラック（日本テレビ、1996年7月期）
- イタズラなKiss（テレビ朝日，ドリマックス・テレビジョン、1996年10月期）
- ナチュラル 愛のゆくえ（読売テレビ，ケイファクトリー、1996年10月期）
- ストーカー 逃げきれぬ愛（読売テレビ，イースト、1997年1月期）
- ガラスの靴（日本テレビ、1997年4月期）
- デッサン（日本テレビ、1997年7月期）
- D×D（日本テレビ，ケイファクトリー、1997年7月期）
- 研修医なな子（テレビ朝日、1997年10月期）
- はみだし刑事情熱系part2（テレビ朝日，東映、1997年10月期/1998年1月期）
- 冷たい月（読売テレビ，イースト、1998年1月期）
- サービス（日本テレビ、1998年1月期）
- 愛、ときどき嘘（日本テレビ、1998年4月期）
- ラブ・アゲイン（TBS，ドリマックス・テレビジョン、1998年4月期）
- プリティーモンキー（テレビ朝日，ケイファクトリー、1998年7月期）
- P.A. プライベート・アクトレス（日本テレビ、1998年10月期）
- 君といた未来のために 〜I'll be back〜（日本テレビ，ケイファクトリー、1999年1月期）
- 六本木キャバクラ天使（テレビ朝日、1999年1月期）
- ハッピー 愛と感動の物語（テレビ東京，MMJ、1999年4月期）
- ラビリンス（日本テレビ、1999年4月期）
- 国産ひな娘（テレビ東京、1999年4月期/7月期）
- 蘇える金狼（日本テレビ、1999年4月期）
- 天国のKiss（テレビ朝日・ホリプロ、1999年7月期）
- てっぺん（テレビ朝日，テレパック、1999年7月期）

#### 単発ドラマ
- お局さまはハイミス管理職2（TBS，PDS、1990年5月28日、月曜ドラマスペシャル）
- 世にも奇妙な物語〈第1期〉「生き蟹」（フジテレビ，東宝、1990年8月30日）
- 世にも奇妙な物語〈第1期〉「カウントダウン」（フジテレビ，東宝、1990年8月30日）
- おやじのヒゲ8・女湯を覗いたのは誰?（TBS，オフィス・ヘンミ、1990年10月22日、月曜ドラマスペシャル）
- ステキなわがままママ（TBS，オフィスくじら、1991年3月9日、ドラマチック22）
- 世にも奇妙な物語〈第2期〉「言うことを聞く子」（フジテレビ，東宝、1991年5月2日）
- 世にも奇妙な物語〈第2期〉「目覚まし時計」（フジテレビ，東宝、1991年5月2日）
- 世にも奇妙な物語〈第2期〉「整理癖」（フジテレビ，東宝、1991年9月19日）
- 世にも奇妙な物語〈第2期〉「ビデオドラッグ」（フジテレビ，東宝、1991年9月19日）
- 世にも奇妙な物語〈第2期〉「冗費節減」（フジテレビ，東宝、1991年9月19日）
- ホスピタルはバラ色に（読売テレビ、1991年12月26日、木曜ゴールデンドラマ）
- 抱腹絶倒コメディー・愛は仁義（読売テレビ，研音，インタープレナー、1992年4月9日、ドラマシティ'92）
- 世にも奇妙な物語〈第3期〉「いたれりつくせり」（フジテレビ，アスプロデュース、1992年4月30日）
- 世にも奇妙な物語〈第3期〉「人形」（フジテレビ，アズバーズ、1992年6月4日）
- 事件「なぜ夫は新妻の姉を殺したのか?」（テレビ朝日，オフィス・ヘンミ、1993年6月12日、土曜ワイド劇場）
- 事件2「OLが見たホーム転落死の真相!」（テレビ朝日，オフィス・ヘンミ、1994年6月11日、土曜ワイド劇場）
- おばはん刑事!流石姫子「不倫妻の3通の遺書が招いた三重逆転ミステリー」（テレビ朝日，テレパック、1998年9月5日、土曜ワイド劇場）
- おばはん刑事!流石姫子2「息子の婚約者に殺人容疑!?」（テレビ朝日，テレパック、1999年5月8日、土曜ワイド劇場）
- おばはん刑事!流石姫子3「横浜〜長崎、8才の少女が見た父親の殺人!?」（テレビ朝日，テレパック、1999年10月23日、土曜ワイド劇場）

### 2000年代作品

#### 連続ドラマ
- シンデレラは眠らない（読売テレビ，イースト、2000年1月期）
- バーチャルガール（日本テレビ、2000年1月期）
- YASHA-夜叉-（テレビ朝日，国際放映、2000年4月期）
- 伝説の教師（日本テレビ，エフプロジェクト、2000年4月期）
- リミット もしも、わが子が…（読売テレビ，テレパック、2000年7月期）
- はみだし刑事情熱系part5（テレビ朝日，東映、2000年10月期/2001年1月期）
- 愛人の掟・あなたに逢いたくて（テレビ朝日，イースト、2000年10月期）
- 新・星の金貨（日本テレビ、2001年4月期）
- 氷点2001（テレビ朝日，MMJ、2001年7月期）
- ルージュ（NHK，NHKエンタープライズ，角川映画、2001年8 - 10月、ドラマDモード）
- 一攫千金夢家族（TBS，ドリマックス・テレビジョン，オーバー・ゼロ、2002年6 - 7月、愛の劇場）
- ナイトホスピタル〜病気は眠らない〜（読売テレビ，THE WORKS、2002年10月期）
- はみだし刑事情熱系part6（テレビ朝日，東映、2002年10月期/2003年1月期）
- アルジャーノンに花束を（関西テレビ，MMJ、2002年10月期）
- 精霊流し〜あなたを忘れない〜（NHK，NHKエンタープライズ，東北新社クリエイツ、2002年11 - 12月）
- 伝説のマダム（読売テレビ，日本テレビエンタープライズ、2003.4月期）
- OL銭道（テレビ朝日，角川映画、2003年4月期）
- 一攫千金夢家族〈第2シリーズ〉（TBS，ドリマックス・テレビジョン，オーバー・ゼロ、2003年6 - 7月、愛の劇場）
- 幸福の王子（日本テレビ、2003年7月期）
- 恋文 〜私たちが愛した男〜（TBS，ドリマックス・テレビジョン、2003年10月期）
- 乱歩R（読売テレビ，アットムービー、2004年1月期）
- 彼女が死んじゃった。（日本テレビ、2004年1月期）
- はみだし刑事情熱系part8（テレビ朝日，東映、2004年4月期）
- 電池が切れるまで（テレビ朝日，角川映画、2004年4月期）
- 農家のヨメになりたい（NHK，NHKエンタープライズ21，ホリプロ、2004年5 - 6月）
- ラストプレゼント 娘と生きる最後の夏（日本テレビ、2004年7月期）
- 南くんの恋人（テレビ朝日，THE WORKS、2004年7月期）
- マザー&ラヴァー（関西テレビ，MMJ、2004年10月期）
- ミステリー民俗学者 八雲樹（テレビ朝日，ホリプロ、2004年10月期）
- 富豪刑事（テレビ朝日，東宝、2005年1月期）
- 曲がり角の彼女（関西テレビ，MMJ、2005年4月期）
- 雨と夢のあとに（テレビ朝日，角川映画、2005年4月期）
- がんばっていきまっしょい（関西テレビ、2005年7月期）
- 刑事部屋〜六本木おかしな捜査班〜（テレビ朝日，東映、2005年7月期）
- おとなの夏休み（日本テレビ、2005年7月期）
- ドラゴン桜（TBS，MMJ、2005年7月期）
- 女王の教室（日本テレビ，日活、2005年7月期）
- 鬼嫁日記（関西テレビ，MMJ、2005年10月期）
- 着信アリ（テレビ朝日，角川映画、2005年10月期）
- どんまい!（NHK，NHKエンタープライズ、2005年11 - 12）
- ですよねぇ。（TBS，ファインエンターテイメント、2006年1月期）
- 性病先生（GyaO，花鳥風月、2006年）
- ブスの瞳に恋してる（関西テレビ，ホリプロ、2006年4月期）
- 富豪刑事デラックス（ABC朝日放送，テレビ朝日，東宝、2006年4月期）
- てるてるあした（テレビ朝日，MMJ、2006年4月期）
- PS -羅生門-（テレビ朝日，東映、2006年7月期）
- 花嫁は厄年ッ!（TBS，The icon、2006年7月期）
- レガッタ〜君といた永遠〜（ABC朝日放送，テレビ朝日、2006年7月期）
- 家族〜妻の不在・夫の存在〜（ABC朝日放送，テレビ朝日、2006年10月期）
- ヒミツの花園（関西テレビ，MMJ、2007.1月期）
- 演歌の女王（日本テレビ、2007年1月期）
- 鬼嫁日記 いい湯だな（関西テレビ，MMJ、2007年4月期）
- 生徒諸君!（ABC朝日放送，テレビ朝日，ホリプロ、2007年4月期）
- 菊次郎とさき［第3シリーズ］（テレビ朝日、2007年7月期）
- さくら署の女たち（テレビ朝日，東映、2007年7月期）
- 4姉妹探偵団（ABC朝日放送，テレビ朝日、2008年1月期）
- 未来講師めぐる（テレビ朝日，The Farm、2008年1月期）
- コスプレ幽霊 紅蓮女（テレビ東京、2008年1月期、ドラマ24）
- 秘書のカガミ（テレビ東京，ファインエンターテイメント、2008年4月期、ドラマ24）
- 正義の味方（日本テレビ，AVEC、2008年7月期）
- 学校じゃ教えられない!（日本テレビ，ホリプロ、2008年7月期）
- 小児救命（テレビ朝日、2008年10月期）
- ギラギラ（ABC朝日放送，テレビ朝日，ホリプロ、2008年10月期）
- トライアングル（関西テレビ、2009年1月期）
- ダンディ・ダディ?〜恋愛小説家・伊崎龍之介〜（テレビ朝日，ホリプロ、2009年7月期）
- アンタッチャブル〜事件記者・鳴海遼子〜（ABC朝日放送，テレビ朝日、2009年10月期）

#### 単発ドラマ
- 孫（フジテレビ、2000年8月4日、金曜エンタテイメント）
- 孤独な果実（日本テレビ、2000年11月28日、火曜サスペンス劇場）
- 新春ドラマスペシャル 菊次郎とさき（テレビ朝日、2001年1月6日）
- 夏樹静子サスペンス・断崖（テレビ東京，BSジャパン，東宝、2001年5月2日、女と愛とミステリー）
- 24時間テレビスペシャルドラマ 最後の夏休み（日本テレビ、2001年8月18日）
- ミステリー作家小春センセイの事件簿2・（フジテレビ，イースト、2001年10月19日、金曜エンタテイメント）
- ビートたけしドラマスペシャル 松本清張没後10年記念・張込み（テレビ朝日、2002年3月2日）
- 24時間テレビスペシャルドラマ 父さんの夏祭り（日本テレビ、2002年8月17日）
- スーパーテレビ情報最前線スペシャルドラマ 遺言 - 桶川ストーカー事件の深層（日本テレビ、2002年10月28日）
- 警察医・花井吾朗の殺人カルテ（テレビ東京，BSジャパン，テレパック、2002年10月30日、女と愛とミステリー）
- おばはん刑事!流石姫子8「京都祇園、着物ショー連続殺人!」（テレビ朝日，テレパック、2003年8月2日、土曜ワイド劇場）
- 24時間テレビスペシャルドラマ ふたり 私たちが選んだ道（日本テレビ、2003年8月23日）
- 第3回テレビ朝日21世紀新人シナリオ大賞ドラマ 3時のおやつ（テレビ朝日、2004年1月9日）
- 殺人スタント1・幽霊に殺される!連続殺人死のメッセージ・中年スタントマンが挑む決死の大トリック（ABC朝日放送，東宝、2004年7月17日、土曜ワイド劇場）
- 24時間テレビスペシャルドラマ 父の海、僕の空（日本テレビ、2004年8月21日）
- 恋する京女将 音姫千尋の事件簿2「京都の秋が血で染まる!美人画に秘められた悲恋の物語…殺人事件の鍵を握る日本画家は女将の元カレ!?」（TBS，ホリプロ、2004年11月22日、月曜ミステリー劇場）
- 天国へのカレンダー（関西テレビ，ホリプロ、2005年5月20日）
- 終戦の日スペシャルドラマ 覚悟〜戦場ジャーナリスト・橋田信介物語〜（TBS，The icon、2005年8月15日）
- 山田太一ドラマスペシャル・終戦60年特別企画 終りに見た街（テレビ朝日、2005年12月3日）
- 事件記者 浦上伸介4（テレビ東京，BSジャパン，ファインエンターテイメント、2006年6月7日、水曜ミステリー9）
- 殺人スタント2（ABC朝日放送，東宝、2006年7月16日、土曜ワイド劇場）
- おばはん刑事!流石姫子ファイナル・殉職!!横浜港-安房鴨川温泉時間差365分の超遠隔殺人トリック!（テレビ朝日，テレパック、2006年8月26日、土曜ワイド劇場）
- 手の上のシャボン玉（日本テレビ，ホリプロ、2006年9月5日、DRAMA COMPLEX）
- 特別企画ドラマ 天使の梯子（テレビ朝日，MMJ、2006年10月22日、日曜洋画劇場）
- 私の頭の中の消しゴム（日本テレビ，ホリプロ、2007年3月13日、火曜ドラマゴールド）
- いのちのいろえんぴつ（テレビ朝日、2008年3月22日）
- 三十万人からの奇跡〜二度目のハッピーバースディ〜（テレビ東京、2008年3月26日）
- 春さらば〜おばあちゃん 天国に財布はいらないよ（テレビ東京，博報堂DYメディアパートナーズ，THE WORKS、2009年3月25日）
- テレビ朝日開局50周年記念ドラマスペシャル 刑事一代 平塚八兵衛の昭和事件史（テレビ朝日、2009年6月20 - 21日）

#### 映画
- ただ、君を愛してる（東映、2006年10月28日）
- Life 天国で君に逢えたら（東宝、2007年8月25日）
- 僕の初恋をキミに捧ぐ（日本テレビ・東宝、2009年10月24日）

### 2010年代作品

#### 連続ドラマ
- 曲げられない女（日本テレビ、2010年1月期）
- ハガネの女（テレビ朝日，トータルメディアコミュニケーション、2010年5 - 7月）
- 明日の光をつかめ（東海テレビ，MMJ、2010年7月期）
- 秘密（テレビ朝日、2010年10月期）
- Dr.伊良部一郎（テレビ朝日、2011年1月期）
- 霧に棲む悪魔（東海テレビ，国際放映、2011年4月期）
- リバウンド（日本テレビ、2011年4月期）
- 家政婦のミタ（日本テレビ、2011年10月期）
- ボーイズ・オン・ザ・ラン（テレビ朝日、2012年7月期）
- 雲の階段（日本テレビ、2013年4月期）
- BORDER 警視庁捜査一課殺人犯捜査第4係（2014年4月期）
- ○○妻（日本テレビ、2015年1月期）
- アイムホーム（テレビ朝日、2015年4月期）
- 偽装の夫婦（日本テレビ、2015年10月期）
- はじめまして、愛しています。（テレビ朝日、2016年7月期）
- 過保護のカホコ（日本テレビ、2017年7月期）
- BORDER 衝動〜検視官・比嘉ミカ〜 （テレビ朝日、2017年10月期）
- BG〜身辺警護人〜 （テレビ朝日、2018年1月期）
- dele(テレビ朝日、2018年7月期)
- ハケン占い師アタル(テレビ朝日、2019年1月期)

#### 単発ドラマ
- 愛・命〜新宿歌舞伎町駆け込み寺（テレビ朝日）
- NHKスペシャル 未解決事件file.01「グリコ森永事件」再現ドラマ部分（NHK）
- NHKスペシャル 未解決事件file.02「オウム真理教」再現ドラマ部分（NHK）
- NHKスペシャル「メルトダウン〜福島第一原発 あのとき何が〜」再現ドラマ部分（NHK）
- NHKスペシャル「メルトダウン〜連鎖の真相」再現ドラマ部分（NHK）
- NHKスペシャル「メルトダウン〜原子炉 “冷却”の死角〜」再現ドラマ部分（NHK）
- BORDER 贖罪 （テレビ朝日、2017年10月期）

#### 映画
- Paradise Kiss（2011年6月4日、ワーナー・ブラザーズ映画）
- 潔く柔く（2013年10月26日、東宝）
- 人生の約束（2016年1月9日、東宝）
- 四月は君の嘘（2016年9月10日、東宝）